# This Ain't a Love Song
Singles de Bon Jovi
Someday I'll Be Saturday Night
(1995) Something for the Pain
(1995)
Clip vidéo
[vidéo] « This Ain't a Love Song », sur YouTube
This Ain't a Love Song est une chanson du groupe de rock américain Bon Jovi extraite de leur sixième album studio, These Days, paru le 27 juin 1995.
Le 30 mai 1995, exactement quatre semaines avant la sortie de l'album, la chanson a été publiée en single. C'était le premier single tiré de cet album.
La chanson a atteint la 14e place aux États-Unis (dans le Hot 100 du magazine américain Billboard).
Au Royaume-Uni, le single avec cette chanson a atteint la 6e place au classement national.
La chanteuse mexicaine Yuridia a repris la version espagnole préalablement enregistrée par Bon Jovi, Como yo nadie te ha amado, sur son deuxième album studio Habla El Corazón. Le single a été certifié disque d'or au Mexique avec plus de 30 000 singles vendus.

## Classements hebdomadaires
| Classement (1995)                       | Meilleure position |
| --------------------------------------- | ------------------ |
| Allemagne (GfK Entertainment)           | 9                  |
| Australie (ARIA)                        | 4                  |
| Autriche (Ö3 Austria Top 40)            | 6                  |
| Belgique (Flandre Ultratop 50 Singles)  | 11                 |
| Belgique (Wallonie Ultratop 50 Singles) | 8                  |
| Canada (RPM Top Singles)                | 2                  |
| États-Unis (Billboard Hot 100)          | 14                 |
| France (SNEP)                           | 8                  |
| Irlande (IRMA)                          | 5                  |
| Norvège (VG-lista)                      | 8                  |
| Nouvelle-Zélande (RMNZ)                 | 25                 |
| Pays-Bas (Single Top 100)               | 3                  |
| Royaume-Uni (UK Singles Chart)          | 6                  |
| Royaume-Uni (UK Rock Chart)             | 1                  |
| Suède (Sverigetopplistan)               | 12                 |
| Suisse (Schweizer Hitparade)            | 4                  |